# Lübecker Schachverein
Le Lübecker Schachverein von 1873 e. V. (LSV) est un des clubs d’échecs les plus anciens de l'Allemagne.

## Les débuts du club
En 1846, année de la fondation du prédécesseur du magazine Deutsche Schachzeitung, on trouve parmi d’autres nouvelles aujourd’hui oubliées la notation d’une partie d’échecs de correspondance entre Lübeck et Leipzig. Elle fut gagnée par les hanséatiques qui jouaient avec les noirs en 42 coups, partie qui manquait certainement de grande classe, mais qui marquait le premier signe d’une vie échiquéenne à Lübeck. Les choses en restaient là jusqu’en 1873. Dans la suite de la fondation de l’empire allemand, le premier et donc le plus ancien club d’échecs du Schleswig-Holstein fut fondé – le „Lübecker Schachverein“. Le père fondateur était le rédacteur du journal des cheminots, M. Ed, père de l’écrivain Ida Boy-Ed et, on le savait, ami étroit d’Emanuel Geibel.
Dans les premières années on ne pouvait à peine parler d’une atmosphère de concurrence sportive. C’était plutôt une réunion de notables sérieux et bourgeois. Ainsi n’était-ce pas surprenant que la chronique ne rapportait pas la capacité sportive du club, mais les noms des joueurs – consul, professeur ou apothicaire. Le jeu d’échecs n’était pas alors regardé comme sport mais comme un passe-temps honorable. À cet égard, il n’y a pas eu grand changement pendant des dizaines d’années. Les compétitions avec d’autres clubs étaient rares. Seul, en 1886, a eu lieu le prétendu « combat de masses » contre le club de Kiel (à Plön, donc en territoire « étranger » prussien), que les Lübequois gagnaient 9 à 7. Cela restait pour longtemps la seule victoire contre le club de Kiel (KSG) nouvellement fondé, celui-ci devenant progressivement dominant pendant des dizaines d’années. Il faut dire que, en 1923, lors du 50e anniversaire, le LSV pouvait se vanter de posséder des membres qui représentaient toutes les annuités d’âge. Mais la structure sociale restait inchangée.
En 1922, les responsables investissaient une dotation importante en achetant des emprunts d’état au lieu d’acquérir de l’immobilier. L’année suivante, l’assiette des cotisations s’élevait à 300 000 Reichsmark. Cela ne pouvait pourtant pas empêcher la faillite du club à cause de l’inflation. En 1942, les bombardements alliés détruisirent l’hôtel, où on avait l’habitude de jouer, les archives, la bibliothèque et tout le matériel furent détruits par le feu.

## Nouveau début après 1945
En 1945, le nombre des membres était réduit à une douzaine. C’est à ce moment-là que l’énergique Dr Hans Steen prenait la présidence et du club et de l’association d’échecs du land Schleswig-Holstein. De nouveaux membres arrivaient, soit des rescapés de la guerre rentrant dans le pays, soit des gens venant de loin comme le balte Fricis Cinovskis qui se maintenait encore parmi les meilleurs joueurs du club jusque dans les années 1970. Certains des jeunes joueurs qui débutaient à l’époque sont encore aujourd’hui des membres actifs comme le membre d’honneur Fritz Longwitz, champion du club en 1954 et 1992. Dans les années 1950, le club se transformait progressivement en une association sportive avec une structure moderne. Des joueurs de plus en plus jeunes gagnaient une position dominante à Lübeck et dans le pays. Dans les années 1960, on gagnait une réputation nationale par le truchement de championnats individuels et d’équipes gagnés et même internationale, comme en témoignent les victoires d’équipes à Copenhague en 1969 et 1971. Chez les jeunes, Andreas Longwitz et Lutz Klibor devenaient des joueurs de pointe aux niveaux national et international.

## La crise des années 70
Cette réussite prenait fin dans les années 1970 à cause de querelles internes. Le cadre des joueurs dominants fut dispersé. Par conséquent, sous une nouvelle direction, on misait sur une formation poussée de nouveaux cadres jeunes. Avec succès : en 1976 on était appelé à organiser le championnat allemand des jeunes, où Ulrich Sieg (16 ans) occupait une place moyenne très honorable. C’est encore un des piliers les plus solides du club d’aujourd’hui.

## En division nationale
C’est en 1980 que commençait l’ascension de l’équipe adulte nouvellement formée : d’abord en division nationale de l’Allemagne du nord, puis en seconde division nationale (2. Bundesliga). Depuis, le club occupait à nouveau une position dominante dans le land de Schleswig-Holstein, bon nombre de titres de champion en témoignent.

## Champion national par équipes 2001-2003
L’année 1999 était celle de l’ascension dans la plus haute division nationale en matière d’échecs, la Bundesliga qui, avec plus de 100 grands maîtres, est une des plus fortes au niveau mondial. À l’exception des russes Garry Kasparov et Vladimir Kramnik, l’élite mondiale y est presque complètement représentée. Il fallait donc l’appui financier de sponsors. En première année, le LSV terminait 11e sur 16 équipes. Pour mieux pouvoir se maintenir le cadre fut élargi par les grands maîtres Chirov, Bareïev, Speelman, DeFirmian, Nunn, Hansen, Hector, Adams, Epischine, Hodgson et Agdestein. Dans la saison suivante (2000/2001), le LSV gagnait en même temps le championnat et la coupe pour équipes. Cette réussite fut répétée l’année suivante. L’équipe gagnante fut encore élargie à nouveau par le britannique Conquest et l’espagnol Vallejo Pons.
En 2002/2003 Bareïev (faute de temps) et Vallejo Pons abandonnaient le club. Pour eux, le LSV pouvait trouver avec le Russe Grischuk ainsi que les Français Joël Lautier et Laurent Fressinet des remplaçants du niveau mondial absolu. Cette année-là, le gain du titre national fut répété, mais en coupe on ne passait pas le quart de finale.

## Retrait de la Bundesliga
En 2003, le comité directeur décida de retirer sa première équipe de la Bundesliga. Les raisons étaient principalement financières, vu les coûts exorbitants. En plus les espoirs de pouvoir tirer profit de la publicité ne s’étaient pas réalisés de façon suffisante. Ceci tient du fait que chaque équipe ne peut profiter que de deux matchs chez elle. Actuellement les équipes du LSV jouent de la 3e division jusqu’au niveau régional. D’ailleurs, le LSV a un véritable champion du monde dans ses rangs : en 1998, le Russe Sergej Salow s’installa à Lübeck, qui a gagné plusieurs fois le titre de champion mondial d’échecs pour sourds.